# Hello Katy Tour
Hello Katy Tour bylo debutové turné zpěvačky Katy Perry na podporu jejího druhého studiového alba One of the Boys. Turné začalo 23. ledna, 2009 v Seattle, USA a skončilo 28. listopadu, 2009 v Ischgl, Rakousko.

## Vývoj
Zpěvačka turné oznámila v listopadu 2008 ve spojení s MTV Europe Music Awards 2008, kterou hostila. V rozhovoru pro Billboard uvedla "mám toho, kdo vytváří turné pro Madonnu a pracuje i na mém turné. Vyžívám se ve své posedlosti navrhování různých kostýmů a oblečení."

## Seznam koncertů
| Datum              | Město              | Země            | Místo                                                  |
| Severní Amerika    | Severní Amerika    | Severní Amerika | Severní Amerika                                        |
| ------------------ | ------------------ | --------------- | ------------------------------------------------------ |
| 23. ledna 2009     | Seattle            | USA             | Showbox at the Market                                  |
| 25. ledna 2009     | Vancouver          | Kanada          | Commodore Ballroom                                     |
| 27. ledna 2009     | Portland           | USA             | Crystal Ballroom                                       |
| 28. ledna 2009     | San Francisco      | USA             | The Fillmore                                           |
| 29. ledna 2009     | Sacramento         | USA             | Empire Events Center                                   |
| 31. ledna 2009     | Los Angeles        | USA             | Wiltern Theatre                                        |
| 2. února 2009      | Tucson             | USA             | Centennial Hall                                        |
| 3. února 2009      | Tempe              | USA             | Marquee Theatre                                        |
| 5. února 2009      | San Diego          | USA             | House of Blues                                         |
| 10. února 2009     | Salt Like City     | USA             | In The Venue                                           |
| Evropa             |                    |                 |                                                        |
| 20. února 2009     | Hanouver           | Německo         | The Dome 49                                            |
| 22. února 2009     | Stockholm          | Švédsko         | Nalen                                                  |
| 23. února 2009     | Copenhagen         | Dánsko          | K.B. Hallen                                            |
| 25. února 2009     | Manchester         | Anglie          | Manchester Academy                                     |
| 26. února 2009     | Londýn             | Anglie          | KOKO                                                   |
| 27. února 2009     | Londýn             | Anglie          | KOKO                                                   |
| 1. března 2009     | Amsterdam          | Nizozemsko      | Melkweg                                                |
| 2. března 2009     | Paříž              | Francie         | Élysée Montmartre                                      |
| 4. března 2009     | Mnichov            | Německo         | TonHalle                                               |
| 5. března 2009     | Frankfurt          | Německo         | Hugenottenhalle                                        |
| 6. března 2009     | Hamburg            | Německo         | Große Freiheit                                         |
| 7. března 2009     | Brusel             | Belgie          | Ancienne Belgique                                      |
| Severní Amerika    |                    |                 |                                                        |
| 19. března 2009    | Austin             | USA             | Stubb's                                                |
| 23. března 2009    | Kansaské město     | USA             | Beaumont Club                                          |
| 24. března 2009    | Minneapolis        | USA             | First Avenue                                           |
| 26. března 2009    | Chicago            | USA             | House of Blues                                         |
| 27. března 2009    | Detroit            | USA             | Clutch Cargo's                                         |
| 28. března 2009    | Cleveland          | USA             | House of Blues                                         |
| 30. března 2009    | Toronto            | Kanada          | The Guvernment                                         |
| 31. března 2009    | Montreal           | Kanada          | Metropolis                                             |
| 1. dubna 2009      | Boston             | USA             | House of Blues                                         |
| 3. dubna 2009      | Palm Springs       | USA             | Palm Springs Convention Center                         |
| 5. dubna 2009      | Philadelphia       | USA             | The Fillmore at the Theatre of the Living Arts         |
| 6. dubna 2009      | New York           | USA             | The Fillmore New York at Irving Plaza                  |
| 7. dubna 2009      | New York           | USA             | The Fillmore New York at Irving Plaza                  |
| 8. dubna 2009      | New York           | USA             | The Fillmore New York at Irving Plaza                  |
| 10. dubna 2009     | Washington, D. C.  | USA             | 9:30 Club                                              |
| 11. dubna 2009     | Myrtle Beach       | USA             | House of Blues                                         |
| 14. dubna 2009     | Nashville          | USA             | Cannery Ballroom                                       |
| 15. dubna 2009     | Atlanta            | USA             | Center Stage                                           |
| 28. dubna 2009     | St. Petersburg     | USA             | Jannus Landing                                         |
| 29. dubna 2009     | Fort Lauderdale    | USA             | Revolution Live                                        |
| 2. května 2009     | Birmingham         | USA             | Birmingham–Jefferson Convention Complex                |
| 7. května 2009     | Miami              | USA             | The Fillmore Miami Beach at the Jackie Gleason Theater |
| 11. května 2009    | Dallas             | USA             | House of Blues                                         |
| 12. května 2009    | Houston            | USA             | House of Blues                                         |
| Asie               |                    |                 |                                                        |
| 25. května 2009    | Osaka              | Japonsko        | Club Quattro                                           |
| 26. května 2009    | Nagoya             | Japonsko        | Club Quattro                                           |
| 28. května 2009    | Tokyo              | Japonsko        | Duo Music Exchange                                     |
| 29. května 2009    | Tokyo              | Japonsko        | Duo Music Exchange                                     |
| Evropa             |                    |                 |                                                        |
| 1. června 2009     | Landgraaf          | Nizozemsko      | Landgraaf Megaland Park                                |
| 9. června 2009     | Londýn             | Anglie          | O2 Shepherds Bush Empire                               |
| 10. června 2009    | Londýn             | Anglie          | O2 Shepherds Bush Empire                               |
| 11. června 2009    | Brighton           | Anglie          | Brighton Dome                                          |
| 13. června 2009    | Crans-près-Céligny | Švýcarsko       | Port de Crans                                          |
| 14. června 2009    | Curych             | Švýcarsko       | Volkshaus                                              |
| 16. června 2009    | Paříž              | Francie         | L'Olympia                                              |
| 17. června 2009    | Lyon               | Francie         | Le Transbordeur                                        |
| 19. června 2009    | Scheeßel           | Německo         | MSC Eichenring                                         |
| 20. června 2009    | Kolín              | Německo         | Palladium Köln                                         |
| 21. června 2009    | Tuttlingen         | Německo         | Flugplatz Tuttlingen                                   |
| 23. února 2009     | Milán              | Itálie          | Idroscalo                                              |
| 25. června 2009    | Barcelona          | Španělsko       | Palau Sant Jordi                                       |
| 26. června 2009    | Madrid             | Španělsko       | Palacio de Deportes                                    |
| 27. června 2009    | Malága             | Španělsko       | Auditorio Municipal                                    |
| 28. června 2009    | Lisabon            | Portugalsko     | Campo Pequeno                                          |
| 2. července 2009   | Nibe               | Švédsko         | Skalskoven                                             |
| 4. července 2009   | Werchter           | Belgie          | Werchter Festival Grounds                              |
| 5. července 2009   | Arras              | Francie         | Main Square                                            |
| 6. července 2009   | Esch-sur-Alzette   | Lucembursko     | Rockhal                                                |
| 9. července 2009   | Istanbul           | Turecko         | True Blue Fenerbahçe                                   |
| 11. července 2009  | Perth and Kinross  | Skotsko         | T in the Park                                          |
| 12. července 2009  | Kildare            | Skotsko         | Oxegen 2009                                            |
| Severní Amerika    |                    |                 |                                                        |
| 25. července 2009  | Boston             | USA             | Agganis Arena                                          |
| 26. července 2009  | Toronto            | Kanada          | Molson Amphitheatre                                    |
| 28. července 2009  | New York           | USA             | Hammerstein Ballroom                                   |
| 30. července 2009  | Atlantické město   | USA             | The Borgata                                            |
| 2. srpna 2009      | Houston            | USA             | Verizon Wireless Theater                               |
| 4. července 2009   | Irvine             | USA             | Verizon Wireless Amphitheatre                          |
| Oceánie            |                    |                 |                                                        |
| 12. srpna 2009     | Brisbane           | Austrálie       | The Tivoli                                             |
| 14. srpna 2009     | Melbourne          | Austrálie       | The Forum                                              |
| 17. srpna 2009     | Sydney             | Austrálie       | Enmore Theatre                                         |
| 18. srpna 2009     | Sydney             | Austrálie       | Enmore Theatre                                         |
| Evropa             |                    |                 |                                                        |
| 21. srpna 2009     | Glasgow            | Skotsko         | Barrowland Ballroom                                    |
| 22. srpna 2009     | Staffordshire      | Anglie          | Weston Park                                            |
| 23. srpna 2009     | Chelmsford         | Anglie          | Hylands Park                                           |
| 25. srpna 2009     | Birmingham         | Anglie          | O2 Academy Birmingham                                  |
| 26. srpna 2009     | Newcastle          | Anglie          | O2 Academy Newcastle                                   |
| Severní Amerika    |                    |                 |                                                        |
| 29. srpna 2009     | Los Angeles        | USA             | Hollywood Palladium                                    |
| 30. srpna 2009     | Santa Barbara      | USA             | Santa Barbara Bowl                                     |
| 4. září 2009       | Salem              | USA             | Oregon State Fair                                      |
| 5. září 2009       | Seattle            | USA             | Seattle Center                                         |
| Asie               |                    |                 |                                                        |
| 14. listopadu 2009 | Pasayské město     | Filipíny        | SM Mall of Asia Concert Grounds                        |
| Evropa             |                    |                 |                                                        |
| 26. listopadu 2009 | Milán              | Itálie          | Mediolanum Forum                                       |
| 28. listopadu 2009 | Ischgl             | Rakousko        | Silvrettaseilbahn AG – Ischgl                          |